# Newfoundland and Labrador Route 431
Newfoundland and Labrador Route 431, afgekort Route 431 of NL-431, is een 52 km lange provinciale weg van de Canadese provincie Newfoundland en Labrador. De weg loopt langs zijn hele traject afwisselend doorheen of net buiten de grenzen van het nationaal park Gros Morne aan de westkust van het eiland Newfoundland. 

## Traject
Route 431 begint aan de splitsing met Main Street in Trout River, een gemeente aan de zuidwestelijke rand van het nationaal park Gros Morne. Na 3 km in noordoostelijke richting te gaan, verlaat Route 431 die gemeente en gaat ze het nationaal park binnen. De weg loopt vanaf daar gedurende 11 km langs de noordrand van de Tablelands, een uniek geologisch gebied met een vrijwel onbegroeide oranjebruine bodem. Ruim 3 km verder noordoostwaarts bereikt de provinciale route de aan Bonne Bay gelegen gemeente Woody Point.
Van daaruit gaat Route 431 zuidwaarts langsheen de westoever van Bonne Bay doorheen de aan Woody Point grenzende gemeente Glenburnie-Birchy Head-Shoal Brook. Na die gemeente te verlaten loopt de weg opnieuw gedurende 13,5 km doorheen het uiterste zuiden van het park (in oostelijke richting).
Na het park in het zuiden te verlaten loopt de weg gedurende nog 11 km in oostelijke richting langs de zuidrand van het park, tot aan de aansluiting met provinciale route 430 in de plaats Wiltondale. De weg steekt de rivier de Lomond over op dat laatste trajectgedeelte.

## Galerij

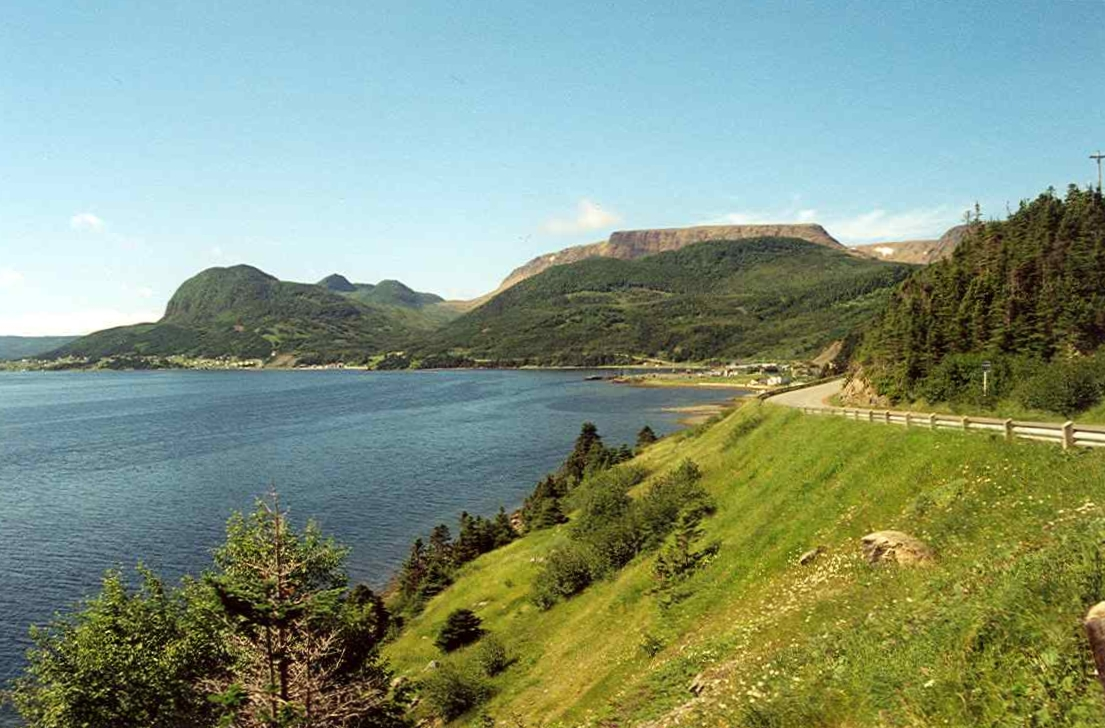
De provinciale route aan de oevers van Bonne Bay
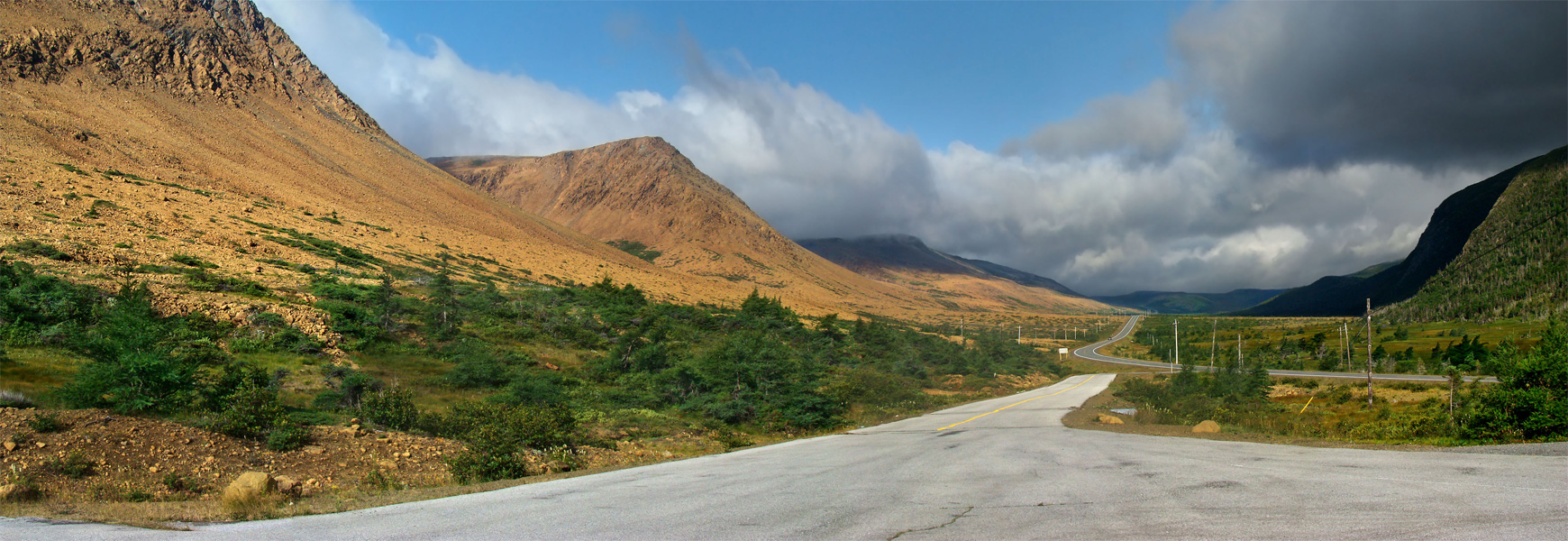
Route 431 in de achtergrond met langs links de Tablelands
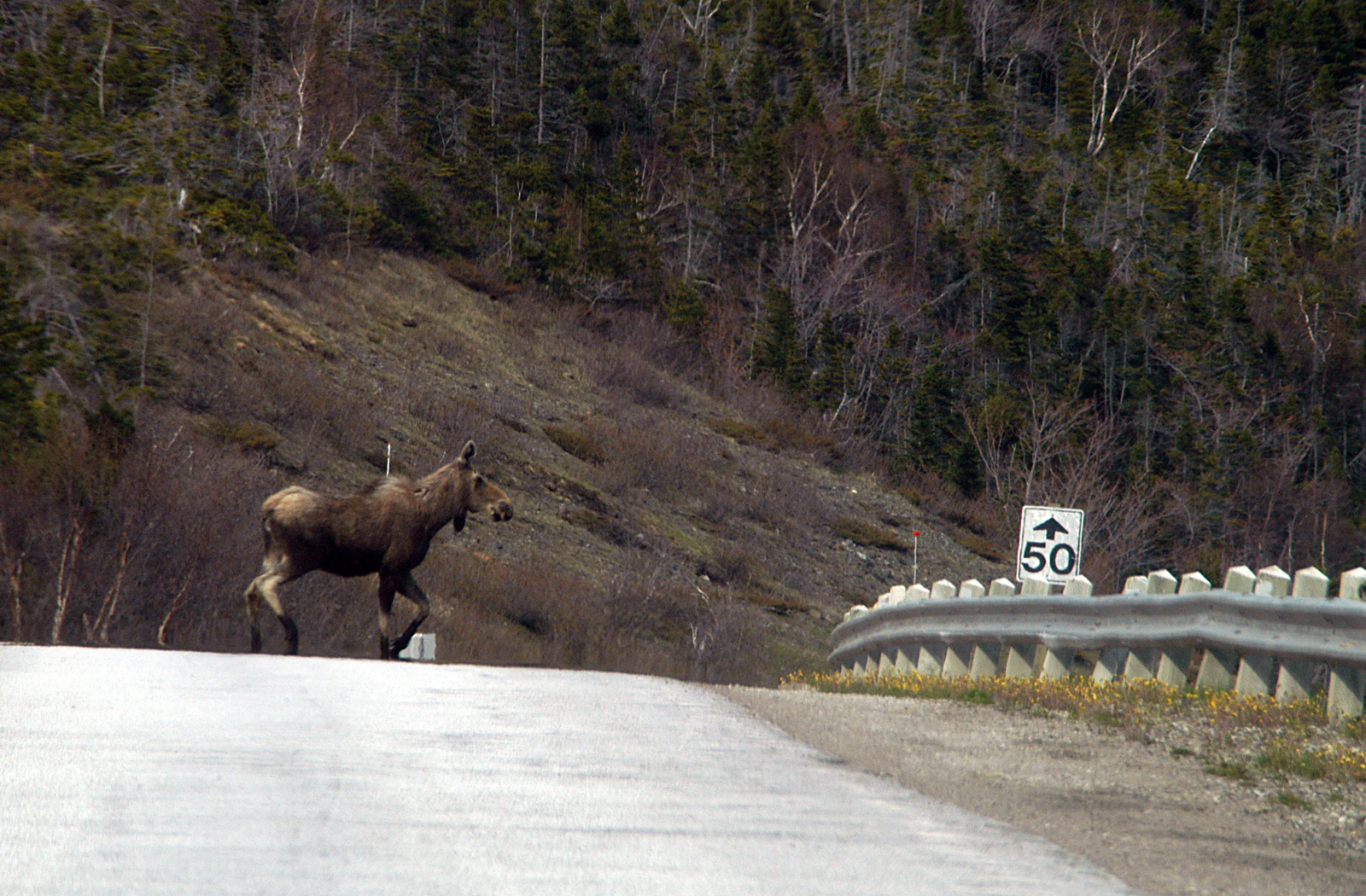
Een eland die de weg oversteekt